# 甜菜坏死黄脉病毒属
甜菜坏死黄脉病毒属（学名：Benyvirus）为甜菜坏死黄脉病毒科的一个属。

## 下属物种
本属包括以下物种：
- 甜菜坏死黄脉病毒 Beet necrotic yellow vein virus
- 甜菜土传病毒 Beet soil-borne mosaic virus
- 牛蒡斑驳病毒 Burdock mottle virus
- Rice stripe necrosis virus